# Яннакис, Георгиос
Гео́ргиос Б. Янна́кис (греч. Γεώργιος Β. Γιαννάκης, англ. Georgios B. Giannakis; род. 27 февраля 1958, Коринф, Пелопоннес, Греция) — греческий и американский учёный в области информатики, специалист по беспроводным телекоммуникациям, профессор факультета электронной и компьютерной инженерии Миннесотского университета (с 2001 года) и директор Центра цифровых технологий при этом же университете (с 2008 года). Согласно исследованиям транснациональной медиакомпании Thomson Reuters 2015 и 2016 годов, Яннакис входит в число ведущих учёных мира, оказывающих наибольшее влияние на развитие соответствующих отраслей знаний. Имеет h-индекс равный 125 и был процитирован более 60 100 раз.

## Биография

### Ранние годы и образование
Родился 27 февраля 1958 года в городе Коринф (Пелопоннес, Греция).
В 1976 году поступил в Афинский национальный технический университет, который окончил с дипломом электротехника (1981).
В 1982—1986 годах обучался в Южно-Калифорнийском университете, где получил степени магистра в области электротехники (1983), магистра в области математики и доктора философии в области электротехники (1986).

### Карьера
В 1981—1982 годах — преподаватель в частном образовательном центре (Афины, Греция).
В 1982—1985 годах — ассистент факультета электротехнических систем Южно-Калифорнийского университета.
В 1982—1986 годах — научный ассистент, там же.
В 1986—1987 годах — научный сотрудник, там же.
В 1987—1991 годах — ассистент-профессор факультета электротехники Виргинского университета (лаборатория систем связи).
В 1992—1996 годах — ассоциированный профессор, там же.
В 1997—1999 годах — профессор, там же.
В 1998—1999 годах — руководитель лаборатории систем связи, контроля и обработки сигналов Виргинского университета.
В 1999—2001 годах — профессор факультета электронной и компьютерной инженерии Миннесотского университета.
С 2001 года — ADC Endowed Chair профессор, там же.
С 2008 года — директор Центра цифровых технологий при Миннесотском университете.

## Научно-исследовательская работа
Георгиос Яннакис, возглавляющий группу учёных SPiNCOM на факультете электронной и компьютерной инженерии Миннесотского университета, занимается, главным образом, исследованиями в таких областях как беспроводные телекоммуникации, компьютерные и беспроводные сенсорные сети, статистическая обработка сигналов, машинное обучение, энергетические системы и др. Ранее научный интерес учёного охватывал такие сферы как теории оценивания и обнаружения сигнала, анализ временных рядов, идентификация систем, (поли)спектральный анализ, изучение вейвлетов, циклостационарности, синхронизации, UWB и др. В настоящее время сфокусировался на исследовании сетевого кодирования, когнитивного радио, беспроводных самоорганизующихся сетей MANET и сенсорных сетей, возобновляемой энергии, электрических сетей, генных регуляторных сетей и социальных сетей.

## Патенты на изобретения
Георгиос Яннакис подал заявки на получение патентов на ряд изобретений. Этот список включает в себя находящиеся на рассмотрении патентные заявки, а также патенты, выданные Ведомством по патентам и товарным знакам США (более 27).

## Награды, премии и членство в организациях
- 2015, 2016 — Самый цитируемый учёный в мире по версии Thomson Reuters.
- 2013—2016 — Выборный член Совета попечителей Университета Патр (Греция).
- 2011 — Награда за лучшую научную публикацию от Общества обработки сигналов Института инженеров электротехники и электроники (IEEE).
- 2009 — Награда за лучшую научную публикацию от Европейской ассоциации по обработке сигналов (EURASIP).
- 2008 — Фелло EURASIP.
- 2007 — Самый цитируемый учёный в мире (в области информатики и компьютерной инженерии) по версии Thomson ISI (сегодня Thomson Reuters).
- 2006—2008 — Почётный лектор Общества обработки сигналов IEEE.
- 2005 — Награда за техническое достижение от EURASIP.
- 2004 — Премия Джорджа У. Тейлора за выдающиеся исследования (в области информационных технологий) от Миннесотского университета[16].
- 2004 — Премия Маркони за лучшую научную публикацию в области беспроводных телекоммуникаций от Общества систем связи IEEE[17].
- 2000 — Награда за техническое достижение от Общества обработки сигналов IEEE.
- 2001—2004 — Выборный член Совета управляющих Общества обработки сигналов IEEE.
- 1996—1997 — Фелло IEEE.
- 1992 — Награда за лучшую научную публикацию молодого автора от Общества обработки сигналов IEEE.
- и др.[7][8][4]

## Публикации

### Публикации в научных журналах
Ниже приводится список избранных публикаций учёного из порядка 400 статей в научных журналах.
- G. B. Giannakis and J. M. Mendel, "Entropy Interpretation of Maximum Likelihood Deconvolution, " Geophysics, vol. 52, no. 12, pp. 1621—1630, December 1987.
- G. B. Giannakis and J. M. Mendel, "Identification of Non-Minimum Phase Systems using Higher-Order Statistics, " IEEE Trans. on Acoustics Speech and Signal Processing, vol. 37, no. 3, pp. 360—377, March 1989.
- G. B. Giannakis, "On the identifiability of non-Gaussian ARMA models using cumulants, " IEEE Trans. on Automatic Control, vol. 35, pp. 18-26, January 1990.
- G. B. Giannakis, "Signal reconstruction from multiple correlations: Frequency- and time-domain approaches: Author’s reply, " Journal of the Optical Society of America A, (Communication), vol. 8, pp. 454—455, February 1991.
- B. Sadler and G. B. Giannakis, "Shift and rotation invariant object reconstruction using the bispectrum, " Journal of the Optical Society of America A, vol. 9, pp. 57-69, January 1992.
- S. Shamsunder and G. B. Giannakis, "Modeling of non-Gaussian array data using cumulants : DOA estimation of more sources with less sensors, " Signal Processing, vol. 30, no. 3, pp. 279—297, February 1993.
- A. V. Dandawate and G. B. Giannakis, "Nonparametric polyspectral estimators for kth-order (almost) cyclostationary processes, " IEEE Transactions on Information Theory, vol. 40, no. 1, pp. 67-84, January 1994.
- A. V. Dandawate and G. B. Giannakis, "Asymptotic theory of mixed time averages and kth-order cyclic moment and cumulant statistics, " IEEE Transactions on Information Theory, vol. 41, pp. 216—232, January 1995.
- M. K. Tsatsanis, G. B. Giannakis, and G. Zhou, "Estimation and equalization of fading channels with random coefficients, " Signal Processing, vol. 53, no. 2/3, pp. 211—229, 1996.
- G. B. Giannakis and E. Serpedin, "Linear multichannel blind equalizers of nonlinear FIR Volterra channels, " IEEE Transactions on Signal Processing, vol. 45, pp. 67-81, January 1997.
- F. Gini and G. B. Giannakis, "Frequency Offset and Symbol Timing Recovery in Flat Fading Channels: A Cyclostationary Approach, " IEEE Transactions on Communications, vol. 46, pp. 400—411, March 1998.
- G. B. Giannakis and C. Tepedelenlioglu, "Direct blind equalizers of multiple FIR channels: A deterministic approach, " IEEE Transactions on Signal Processing, vol. 47, pp. 62-74, January 1999.
- N. D. Sidiropoulos, G. B. Giannakis, and R. Bro, "Blind PARAFAC Receivers for DS-CDMA Systems, " IEEE Transactions on Signal Processing, vol. 48, pp. 810—823, March 2000.
- Z. Wang and G. B. Giannakis, "Wireless Multicarrier Communications: Where Fourier Meets Shannon, " IEEE Signal Processing Magazine, vol. 17, no. 3, pp. 29-48, May 2000.
- A. Stamoulis, G. B. Giannakis, and A. Scaglione, "Block FIR Decision-Feedback Equalizers for Filterbank Precoded Transmissions with Blind Channel Estimation Capabilities, " IEEE Transactions on Communications, vol. 49, no. 1, pp. 69-83, January 2001.
- P. Ciblat, P. Loubaton, E. Serpedin, and G. B. Giannakis, "Performance of Blind Carrier-Offset Estimation for non-Circular Transmissions through Frequency-Selective Channels, " IEEE Transactions on Signal Processing, vol. 50, no. 1, pp. 130—140, January 2002.
- A. Scaglione, P. Stoica, S. Barbarossa, G. B. Giannakis, and H. Sampath, "Optimal Designs for Space-Time Linear Precoders and Equalizers, " IEEE Transactions on Signal Processing, vol. 50, pp. 1051—1064, May 2002.
- T. Jiang, N. D. Sidiropoulos, and G. B. Giannakis, "Kalman Filtering for Power Estimation in Mobile Communications, " IEEE Transactions on Wireless Communications, vol. 2, no. 1, pp. 151—161, January 2003.
- X. Cai and G. B. Giannakis, "Error Probability Minimizing Pilots for OFDM with M-PSK Modulation over Rayleigh Fading channels, " IEEE Transactions on Vehicular Technology, vol. 53, no. 1, pp. 146—155, January 2004.
- L. Yang and G. B. Giannakis, "Ultra-Wideband Communications: An Idea whose Time has Come, " IEEE Signal Processing Magazine, vol. 21, no. 6, pp. 26-54, November 2004.
- Q. Liu, S. Zhou, and G. B. Giannakis, "Cross-Layer Combining of Adaptive Modulation and Coding with Truncated ARQ over Wireless Links, " IEEE Transactions on Wireless Communications, vol. 3, no. 5, pp. 1746—1755, September 2004.
- X. Cai, Y. Yao, and G. B. Giannakis, "Achievable Rates in Low-Power Relay-Links over Fading Channels, " IEEE Transactions on Communications, vol. 53, no. 1, pp. 184—194, January 2005.
- S. Gezici, Z. Tian, G. B. Giannakis, H. Kobayashi, A. V. Molisch, H. V. Poor, and Z. Sahinoglu, "Localization via Ultra-Wideband Radios, " IEEE Signal Processing Magazine, vol. 22, no. 4, pp. 70-84, July 2005.
- W. Zhao and G. B. Giannakis, "Reduced Complexity Closest Point Decoding Algorithms for Random Lattices, " IEEE Transactions on Wireless Communications, vol. 5, no. 1, pp. 101—111, January 2006.
- X. Luo and G. B. Giannakis, "Raise Your Voice at a Proper Pace to Synchronize in Multiple Ad Hoc Piconets, " IEEE Transactions on Signal Processing, vol. 55, no. 1, pp. 267—278, January 2007.
- A. Cano, T. Wang, A. Ribeiro, and G. B. Giannakis, "Link-Adaptive Distributed Coding for Multi-Source Cooperation, " EURASIP Journal on Advances in Signal Processing, 2008.
- I. D. Schizas, G. Mateos, and G. B. Giannakis, "Distributed LMS for Consensus-Based In-Network Adaptive Processing, " IEEE Transactions on Signal Processing, vol. 57, no. 6, pp. 2365—2381, June 2009.
- N. Gatsis, A. G. Marqués, and G. B. Giannakis, "Power Control for Cooperative Dynamic Spectrum Access Networks with Diverse QoS Constraints, " IEEE Transactions on Communications, vol. 58, no. 3, pp. 933—944, March 2010.
- H. Zhu and G. B. Giannakis, "Exploiting Sparse User Activity in Multiuser Detection, " IEEE Transactions on Communications, vol. 59, no. 2, pp. 454—465, February 2011.
- Zhaohui Wang, S. Zhou, G. B. Giannakis, C. R. Berger, and J. Huang, "Frequency-Domain Oversampling for Zero-Padded OFDM in Underwater Acoustic Communications, " IEEE Journal on Oceanic Engineering, vol. 37, no. 1, pp. 14-24, January 2012.
- M. Mardani, G. Mateos, and G. B. Giannakis, "Dynamic Anomalography: Tracking Network Anomalies via Sparsity and Low Rank, " IEEE Journal of Selected Topics in Signal Processing, vol. 07, no. 1, pp. 50-66, February 2013.
- S. Farahmand, G. B. Giannakis, G. Leus, and Z. Tian, "Tracking Target Signal Strengths on a Grid using Sparsity, " EURASIP Journal on Advances in Signal Processing, doi:10.1186/1687-6180-2014-7, January 2014.
- E. Dall’Anese, S. Dhople, B. B. Johnson, and G. B. Giannakis, "Optimal Dispatch of Residential Photovoltaic Inverters Under Forecasting Uncertainties, " IEEE Journal of Photovoltaics, vol. 5, no. 1, pp. 350—359, January 2015.
- S. Jain, S.-J. Kim, and G. B. Giannakis, "Backhaul-Constrained Multicell Cooperation Leveraging Sparsity and Spectral Clustering, " IEEE Transactions on Wireless Communications, vol. 15, no. 2, pp. 899—912, February 2016.
- и др.

#### Предстоящие публикации
- B. Baingana and G. B. Giannakis, "Tracking Switched Dynamic Network Topologies from Information Cascades, " IEEE Transactions on Signal Processing, vol. 65, no. 4, pp. 985—997, February 2017.
- D. Romero, M. Ma, and G. B. Giannakis, "Kernel-based Reconstruction of Graph Signals, " IEEE Transactions on Signal Processing, vol. 65, no. 3, pp. 764—778, February 2017.
- T. Chen, A. G. Marqués, and G. B. Giannakis, "DGLB: Distributed Stochastic Geographical Load Balancing with Incentive Payment, " IEEE Transactions on Parallel and Distributed Systems, to appear 2017.

### Книги
Георгиос Яннакис является соавтором многочисленных книг. Ниже приводится список некоторых из них.
- G. B. Giannakis and G. Zhou, "On amplitude modulated time series, higher-order statistics and cyclostationarity, " Higher-Order Statistical Signal Processing and Applications, pp. 179—209, Eds. B. Boashash. E. J. Powers, and A. M. Zoubir, Longman Chesire, Australia, 1995.
- G. B. Giannakis, "Trends in Spectral Analysis: Higher-Order and Cyclic Statistics, " Digital Signal Processing Technology, vol. CR57, pp. 74-97, P. Papamichalis and R. Kerwin, Eds., Critical Reviews, April 1995.
- M. K. Tsatsanis, "Time-Varying System Identification and Channel Equalization using Wavelets and Higher-Order Statistics, " Digital Signal Processing Techniques and Applications, Ed., C. T. Leondes, Academic Press, 1996.
- S. Shamsunder and G. B. Giannakis, "Cyclic and High-Order Sensor Array Processing, " Digital Signal Processing Techniques and Applications, vol. 75, pp. 259—300, Ed., C. T. Leondes, Academic Press, 1996.
- G. B. Giannakis and A. Swami, Higher-Order Statistics, Elsevier Science Publ. B.V, 1997.
- A. Swami, G. B. Giannakis, and G. Zhou, Bibliography on Higher-Order Statistics, vol. 60, no. 1, pp. 65-126, in Signal Processing, Elsevier Science Publ. B.V, July 1997.
- G. B. Giannakis, "Cyclostationary Signal Analysis, " Digital Signal Processing Handbook, Chapter in the Statistical Signal Processing Section, V. K. Madisetti, D.Williams, Editors-in-Chief, CRC Press, 1998.
- G. B. Giannakis and G. T. Zhou, Statistical Signal Processing: Higher-Order Tools, vol. 20, pp. 492—509, in Encyclopedia of Electrical and Electronics Engineering, John Wiley & Sons, March 1999.
- Z. Wang and G. B. Giannakis, «Block spreading for multipath-resilient generalized multi-carrier CDMA,» Signal Processing Advances in Wireless Communications, volume II, Chapter 6., Prentice-Hall, Inc, 2000.
- A. Scaglione, G. B. Giannakis, and S. Barbarossa, "Linear Precoding for Estimation and Equalization of Frequency-Selective Channels, " Signal Processing Advances in Wireless Communications, volume I, Chapter 9., Prentice-Hall, Inc, 2000.
- C. Tepedelenlioglu and G. B. Giannakis, "Applications of Filterbanks to Communications, " Multirate Systems: Design and Applications, Idea Group Publishing, 2001.
- F. Gini, G. B. Giannakis, M. Greco, L. Verrazzani, and G. T. Zhou, "Texture Modeling, Estimation and Validation using Real Sea-Clutter Data, " ASI Project, pp. 28-53, E. Dalle Mese Ed, November 2002.
- Z. Tian, T. N. Davidson, X. Luo, X. Wu, and G. B. Giannakis, "Ultra-Wideband Pulse-Shaper Design, " UWB Wireless Communications, H. Arslan and Y. Chen, Wiley, 2005.
- S. Zhou and G. B. Giannakis, "MIMO Communications with Partial Channel State Information, " Space-Time Processing for MIMO Communications, A. Gershman and N. Sidiropoulos Eds., Wiley, 2005.
- I. D. Schizas, A. Ribeiro, and G. B. Giannakis, "Dimensionality Reduction, Compression and Quantization for Distributed Estimation with Wireless Sensor Networks, " Wireless Communications, vol. 143, pp. 259—296, P. Agrawal, D. M. Andrews, P. J. Fleming, G. Yin, and L. Zhang, eds., in Mathematics and its Applications, Springer, New York, 2006.
- A. Ribeiro, I. D. Schizas, J.-J. Xiao, G. B. Giannakis, and Z.-Q. Luo, "Distributed Estimation under Bandwidth and Energy Constraints, " Wireless Sensor Networks: Signal Processing and Communications Perspectives, pp. 149—184, Chapter 7, A. Swami, Q. Zhao, Y. Hong and L. Tong, Editors, Wiley, October 2007.
- A. G. Marqués, N. Gatsis, and G. B. Giannakis, "Optimal Cross-Layer Design of Wireless Multihop Networks, " Cross-Layer Designs in WLAN Systems, N. Zorba, C. Skianis, and C. Verikoukis, Editors, Troubador Publishing, Leicester, UK, 2010.
- G. Mateos and G. B. Giannakis, "Robust PCA by controlling sparsity in model residuals, " in Robust Decomposition in Low Rank and Sparse Matrices and its Applications in Image and Video Processing, T. Bouwmans, E. Zahzah, and N. Aybat, Editors, CRC Press, 2015.
- G. B. Giannakis, Y. Hua, P. Stoica, and L. Tong, Signal Processing Advances in Wireless and Mobile Communications — Volume I, Trends in Channel Estimation and Equalization, Prentice-Hall, September 2000.
- G. B. Giannakis, Z. Liu, X. Ma, and S. Zhou, Space-Time Coding for Broadband Wireless Communications, John Wiley & Sons, Inc, January 2007.
- G. B. Giannakis and L. Yang, Ultra-Wideband Wireless Communications, Cambridge University Press, (to appear), 2008.
- и др.